# 你知道我在等你嗎
《你知道我在等你嗎》是台灣歌手張洪量的代表作之一，该歌曲的作詞、作曲、主唱皆为張洪量。其后，香港填詞人潘偉源為香港歌手倫永亮創作了粵語歌詞，但歌詞中的“你知道我在等你嗎”仍以華語唱出。台灣貴族音樂（Noble Music）则創作了英語版《You're Everything》。2016年6月11日，張洪量以“你知道我在等你嗎”作為他於臺北小巨蛋所舉行演唱會的標題。

## 榮獲多項樂壇流行曲大獎

### 1990年度叱咤樂壇流行榜頒獎典禮得獎名單（商業電台主辦）[6]
叱咤樂壇至尊歌曲大獎：

你知道我在等你嗎（華語版）

作詞、作曲、主唱：張洪量

叱咤樂壇過江龍金獎：

你知道我在等你嗎（華語版）

作詞、作曲、主唱：張洪量
叱咤樂壇男歌手上榜歌曲：

你知道我在等你嗎（粵語版）

作曲：張洪量

作詞：潘偉源

主唱、編曲：倫永亮

### 1990年度十大勁歌金曲得獎名單[7]無綫電視（TVB）主辦
最受歡迎國語歌曲

金獎：

你知道我在等你嗎（華語版）

作詞、作曲、主唱：張洪量

### 第十三屆十大中文金曲得獎名單（1990年）香港電台主辦[8]
你知道我在等你嗎（華語版）

作詞、作曲、主唱：張洪量

## 不同語言及內容的版本

### 華語版（原版）
收錄在張洪量於1989年7月由滾石唱片發行的音樂專輯《心愛妹妹的眼睛》。
作曲：張洪量

作詞：張洪量

主唱：張洪量

### 粵語版
收錄在倫永亮於1990年3月由Bali Records發行的音樂專輯《鋼琴後的人》內。
作曲：張洪量

作詞：潘偉源

主唱：倫永亮

編曲：倫永亮

### 英語版《You're Everything》
收錄在貴族音樂於2016年6月27日發行的音樂專輯《Taiwan Pop Songs Collection (唱流行歌學英語 / 臺灣70 ~ 90年代暢銷精選 CD9) 》內。
作曲：張洪量

作詞：貴族音樂

主唱：貴族音樂

## 翻唱、引用或改编版本

### 罗文
于亚洲小姐节目中演唱。

### 李麗芬 (歌手)（Lily Lee）
收錄在李麗芬 (歌手)於1990年發行的音樂專輯《走音集【國語】》。
作曲：張洪量

作詞：張洪量

主唱：李麗芬 (歌手)

### 音樂磁場(孫建平&音樂磁場)
收錄在音樂磁場(孫建平&音樂磁場)於1991年9月1日發行的音樂專輯《音樂磁場2【國語】》。
作曲：張洪量

作詞：張洪量

主唱：音樂磁場(孫建平&音樂磁場)

### Beyond
他们到台湾综艺节目宣传时曾翻唱过这首歌。

### 迪克牛仔(林進璋)
收錄在迪克牛仔(林進璋)於1999年發行的音樂專輯《別港【國語】》。
作曲：張洪量

作詞：張洪量

主唱：迪克牛仔(林進璋)

### 軟硬天師(Softhard)（「軟天師」葛民輝及「硬天師」林海峰）
收錄在軟硬天師(Softhard)於1999年12月發行的音樂專輯《Special【粵語】（《你知道我在等你嗎(特別混吉Mix)》是【華語】）》。
作曲：張洪量

作詞：張洪量

主唱：軟硬天師(Softhard)

### 區瑞強
收錄在區瑞強於2000年10月發行的音樂專輯《民歌味道IV》。
作曲：張洪量

作詞：張洪量

主唱：區瑞強

### 蘇有朋
收錄在蘇有朋於2002年6月發行的音樂專輯《玩真的》。
作曲：張洪量

作詞：張洪量

主唱：蘇有朋

### 任賢齊
收錄在任賢齊於2002年8月發行的音樂專輯《2002香港演唱會》。
作曲：張洪量

作詞：張洪量

主唱：任賢齊

### 黃韻
收錄在黃韻於2004年11月發行的音樂專輯《一面湖水》。
作曲：張洪量

作詞：張洪量

主唱：黃韻

### 冷煜
收錄在冷煜於2005年7月發行的音樂專輯《人聲磁場》。
作曲：張洪量

作詞：張洪量

主唱：冷煜

### 白百何
她于跨界歌王中翻唱

### 无敌幸运星
电影无敌幸运星桥段中，周星驰饰演的角色唱起“你知道我在等你吗”后加了句“你知道我在瞪你吗”

## 相關文章
- 2020年5月19日，《大人社團》刊登了一篇關於張洪量先生標題為「情歌才子張洪量：這輩子，只要在瞑目的那剎那，知道有人愛我就夠了」的文章，第一句寫著：「你知道我在等你嗎？」一首傳唱兩岸三地歷久不衰的情歌，說的似乎正是創作歌手張洪量的人生寫照。（內有極珍貴的照片，包括張洪量先生的父母、妻子、子女、他60歲時及20歲前組樂隊的照片。）[21]

- 2020年5月26日，《康健雜誌》刊登了一篇關於張洪量先生標題為「曾為音樂棄牙醫，張洪量浪子變慈父：有人愛我就夠了」的文章，標題下寫著：「你知道我在等你嗎？」這首經典情歌說的似乎正是張洪量本人的人生寫照。[22]

## 外部連結
- 華語版歌詞 （页面存档备份，存于）（魔鏡歌詞網）
- 華語版歌詞及結他譜 （页面存档备份，存于）（POLYGON結他友）
- 粵語版歌詞 （页面存档备份，存于）（魔鏡歌詞網）
- 英語版歌詞 （页面存档备份，存于）（魔鏡歌詞網）